# Álex Escobar (beisbolista)
Alexander José Escobar (Valencia, estado Carabobo, 6 de septiembre de 1978) fue un jugador de béisbol profesional que ocupó principalmente la posición de jardinero para los New York Mets, Cleveland Indians y Washington Nationals , en las Grandes Ligas de Béisbol.

## Carrera profesional

### Grandes Ligas
Fue firmado por los Mets como un de agente libre amateur en 1995 e hizo su debut en 2001. 
Al final de esa temporada, fue traspasado a los Indios como parte de un acuerdo de ocho jugadores que envió a Roberto Alomar a los Mets.
Escobar se perdió toda la temporada 2002 después de romperse el ligamento cruzado anterior izquierdo, durante los entrenamientos de primavera. En 2003, se recuperó de un comienzo lento en Triple-A Buffalo Bisons acumulando 24 jonrones y 78 carreras impulsadas; lo cual sirvió para ser enviado nuevamente a las mayores en septiembre y participó en 28 juegos. 
En las menores, Escobar fue un All-Star en el International AAA, en la AA oriental y en la Sur AA; Ligas de Atlántico, y también fue seleccionado por la revista Baseball América en el equipo All-Stars de 1998. 
Su último juego en grandes ligas fue el 25 de agosto de 2006, con los Nacionales superando a los Atlanta Braves 7 carreras por 6. Escobar ocupó la posición titular de jardinero central y al bate se fue de 3-3, con un boleto y un elevado de sacrificio que permitió una carrera empujada. No obstante, posteriormente fue dejado libre por los Nacionales durante los entrenamientos de primavera después de batear sólo .103 (3 hits en 29 turnos) con 2 carreras impulsadas.
Tenía muchas características para ser un All-Star. Podía batear para promedio y ser un bateador de potencia. Además, tenía tanto la velocidad como la habilidad para correr las bases. En los jardines, cubría un excelente rango y contaba con un brazo fuerte.
Su defecto real fue su tendencia a poncharse con gran frecuencia (112 ponches en 388 al bate). Baseball América lo calificó como un prospecto en tres años.
Sin embargo, su carrera nunca despegó debido a las lesiones.

### Béisbol invernal en Venezuela
Inició su carrera profesional en la Liga Venezolana de Béisbol Profesional en el año 1996 con los Tiburones de La Guaira y se mantuvo en ese equipo hasta la temporada 2001-2002. Con los escualos participó en 5 campañas, tuvo acción en 118 juegos donde tomó 372 turnos y alcanzó un promedio de bateo de .261, al disparar 97 hits, de los cuales 22 fueron dobles, 5 jonrones y 5 triples. Además anotó 57 carreras y empujó 44.
Para la temporada 2003-2004, fue traspasado a los Navegantes del Magallanes, equipo con el que participó en tres campañas y no obtuvo ningún título. Dejó cifras ofensivas con los bucaneros, en los 53 juegos en los que participó, de .279 en promedio de bateo, en 136 turnos, en los cuales conectó 38 hits e impulsó 24 carreras.
En la temporada 2009-2010 retorna con el equipo de Navegantes del Magallanes como jugador activo ligando un promedio de .273, 9 hits en 33 turnos al bate con 5 carreras anotadas, 2 dobles y 4 carreras impulsadas, principalmente como bateador emergente.
En el round robin de esa temporada, logró destacarse luego de una lesión del jardinero derecho titular del equipo, Richard Hidalgo, al conectar un jonrón con las bases llenas contra las Águilas del Zulia, con lo cual terminó ese día con seis carreras empujadas. Al final de la ronda semifinal de se año terminaría con 12 carreras remolcadas en 32 turnos al bate. 
En la final contra Leones Del Caracas dejó un promedio de bateo de.448 (29-13) con 1 jonrón y 5 impulsadas.
El lunes 2 de agosto de 2010, se concretó la transacción que llevó a Escobar a los Caribes de Anzoátegui junto al receptor Gustavo Molina y el jardinero Edward Alfonzo a cambio de los servicios del lanzador Fernando Nieve. Con el equipo oriental estuvo sólo esta temporada, la última de su carrera, y tuvo participación en 49 juegos, en los cuales tomó 155 turnos, dejando un promedio de bateo de .219, con 34 hits y 14 carreras impulsadas.